# Біблія Франциска Скорини
«Бі́блія ру́ська», також відома як «Біблія Франциска Скорини» — зібрання біблійних книг Старого Завіту, виданих у Празі білоруським друкарем Франциском Скориною в 1517—1519 роках. Є першим виданням, надрукованим церковнослов'янською мовою.
До появи відомої Острозької Біблії (1580) видання Скорини були єдиними надрукованими перекладами Святого Письма, зробленими на теренах східних і південних слов'ян. Вони справили значний вплив на розвиток духовної культури України та інших слов'ян, набуваючи розповсюдження завдяки численним рукописним копіям.

## Історія та зміст видання
У 1517 році Франциск Скоріна заснував у Празі друкарню і 6 серпня випустив у ній «Псалтир». Потім протягом цього і двох наступних років тут же видав ще двадцять дві книги Біблії. Всі випущені книги мали загальний заголовок «Біблія Руска, викладена доктором Франциском Скорином зі славного граду Полоцька, Богу до шани і людом посполитим до доброго навчання».
Загальний обсяг видання складає приблизно 2/3 Старого Заповіту. Видання частково фінансувалося мером міста Вільно. Чому Старий Заповіт було видано неповністю — невідомо.
Книги Біблії Скорини містили багатий матеріал коментарів, приміток та ілюстрацій (зокрема портрет самого видавця), а тому призначалися як навчальні та довідкові книги.
Близько 1520 року Скорина повернувся на батьківщину і перевіз разом із собою друкарське обладнання. Тут у Вільні в 1525 він випустив книгу «Апостол».
Наклад книг сягав півтисячі, а всього в празькій друкарні Скорина випустив близько десяти тисяч книг, проте на сьогоднішній день відомо всього про 258 екземплярів, що збереглися

## Мова видання
Хоча мова видання була церковнослов'янською, у ній був великий домішок повсякденної руської мови. Щодо деяких місць в цих книгах або й окремих книг, то їхня мова радше є «простою», руською.[джерело?]
Як оригінал для перекладу використовувався виданий у 1506 році у Венеції чеський переклад Біблії.
Як перекладач Скорина прагнув зробити видання, доступне для читання «будь-якої людини простої та посполитої», не пов'язаної з церковною ієрархією, тому мова перекладу наближена до народної, а видання доповнені передмовами, короткими змістами розділів, виносками на полях та 39 гравюрами (за підрахунками мистецтвознавця Миколи Щекотихіна).

## Опис
Вперше у кириличному друкарстві Скорина ввів титульний аркуш, фоліацію сторінок, проміжки між словами та відступи-абзаци, а також відмовився від скорочення слів.
До кожної з книг Скорина додавав власні передмови з різноманітними відомостями з історії, географії, культури та коротким перекладом змісту. На полях давалося пояснення незрозумілих слів і посилання на паралельні місця. 
Розміри видань Скорини свідчать, що його Біблія призначалася для щоденного читання, а чи не для літургійних цілей. Якщо напрестольні Євангелія на той час робилися «в аркуш», то книги Скорини були надруковані «в четвірку», а то й у «вісімку» (тобто у 4 чи 8 разів менше), що робило їх зручними у користуванні.
До першої русинської Біблії видавець включив 51 ілюстрацію, близько 30 заставок та близько 1000 ініціалів. Ступінь участі Франциска Скорини у створенні гравюр залишається невизначеним. На переважну думку, Скорина швидше за все був малювальником окремих гравюр, міг відігравати роль консультанта. Йому, безумовно, належать усі підписи до ілюстрацій, а також малюнок шрифту Біблії, який не могло бути зроблено без попередніх ескізів Скорини.